# Markleeville
Markleeville es un lugar designado por el censo y sede de condado del condado de Alpine en el estado estadounidense de California. En el año 2000 tenía una población de 197 habitantes y una densidad poblacional de 4 personas por km².

## Geografía
Markleeville se encuentra ubicado en las coordenadas 38°40′N 119°50′O / 38.667, -119.833. Según la Oficina del Censo, la ciudad tiene un área total de 49,5 km² (19,1 mi²), de la cual 49,5 km² (19,1 mi²) es tierra y 0 km² (0 mi²) (0%) es agua.

## Demografía
Según la Oficina del Censo en 2000 los ingresos medios por hogar en la localidad eran de $46,563, y los ingresos medios por familia eran $63,750. Los hombres tenían unos ingresos medios de $49,375 frente a los $25,972 para las mujeres. La renta per cápita para la localidad era de $19,297. Alrededor del 15.3% de la población estaba por debajo del umbral de pobreza.

## Transporte
- Aeropuerto del Condado de Alpine